# Tetseo Sisters
Die Tetseo Sisters sind ein aus vier Schwestern bestehendes Gesangs-Quartett aus dem indischen Bundesstaat Nagaland, das sich der Pflege der einheimischen vokalen Volksmusik verschrieben hat.

## Leben und Werk
Die Tetseo-Schwestern Mütsevelü (Mercy), Azine (Azi), Kuvelü (Kuku) und Alüne (Lulu) sind in der nagamesischen Hauptstadt Kohima aufgewachsen und Angehörige der Chakhesang, eines der größeren Naga-Stämme. Sie sprechen und singen im Chokri-Dialekt der Gegend um Phek. Bereits von Kindesbeinen an wurden sie von ihren Eltern mit Li, den traditionellen Gesängen ihrer Heimat, vertraut gemacht. Sie traten früh öffentlich auf, so ab 2000 regelmäßig am jährlichen Kulturfestival Nagalands, dem Hornbill Festival. Mit wachsender Bekanntheit erweiterten sie ihren Radius durch Auftritte in anderen Orten Nagalands, Nordostindiens, Neu-Delhi und anderen Staaten der Indischen Union. Während die beiden älteren Schwestern Mercy und Azi studierten, traten die Tetseos auch als Duos auf, die älteren in Neu-Delhi, die jüngeren in Kohima. Immer wieder konnten die Schwestern ihre Kunst im Rahmen offizieller Veranstaltungen als Repräsentantinnen des Bundesstaates zeigen, unter anderem 2008 am North East Trade Opportunities Summit in Bangkok, und bei den Handshake concerts 2012 in Bangkok, 2014 in Rangun, 2015 in Kunming und 2016 in Gwangju. Am 1. Mai 2012 waren die Schwestern Teil des Rahmenprogramms beim Staatsempfang von Prinz Andrew aus Anlass des Diamantenen Thronjubiläums Elisabeths II.
2013 beteiligten sich die Tetseo Sisters mit anderen Künstlern unter Federführung von Alobo Naga am Video „My vote makes my future“, mit dem die Election Commission of India bei jungen Wählern für die Beteiligung an den Wahlen zur Abgeordnetenversammlung Nagalands warb. Auch für „We are the 8!“, die Hymne des Indian-Super-League-Vereins NorthEast United FC leisteten die Tetseo Sisters neben zahlreichen anderen Musikern aus der Region, darunter Alobo Naga und Soulmate, einen Betrag.
Im August 2014 traten Mercy und Kuvelü Tetseo als Teil einer fünfzig-köpfigen Folkloregruppe aus Nagaland an den vierundzwanzig Shows des Royal Military Tattoo in Edinburgh und an weiteren Vorstellungen in Schottland auf. Im Oktober 2014 gehörten Mercy, Kuvelü und Lulu Tetseo und ihr Bruder Mhaseve zur Entourage des Gouverneurs von Nagaland und Tripura P. B. Acharya bei einem Besuch in den USA. Konzerte fanden in Chicago, Bloomington (Illinois) und Detroit statt.
2015 brachte neben zahlreichen Auftritten an nationalen Festivals die Einspielung mehrerer Coverversionen unterschiedlicher Stilrichtungen.
- Barso Re, ein Bollywood-Hit von A. R. Rahman aus dem Film Guru, das Original singt Shreya Ghoshal
- Marvin Gaye, mit Kenny Rio, das Original von Charlie Puth und Meghan Trainor
- Nobody, mit Rose Vero, die koreanische Version eines Stücks der K-Pop-Girlgroup Wonder Girls
- Nothing On You von Bruno Mars, mit David Sawang
- Silver Bells, ein Weihnachtslied von Bing Crosby, mit Tuden Jamir

## Diskografie
Anlässlich des Hornbill Festivals 2011 veröffentlichten die Tetseos ihre erste CD mit dem Titel „Li : Chapter One : The Beginning“.

## Li
Die Chakhesang verfügen über ein 223 Lieder umfassendes traditionelles Liederbuch, das Li kukre kutiko. Andere Lieder wurden bisher nur mündlich in den Dörfern der Region tradiert. Zu den Li zählen Lieder für besondere Anlässe, Liebeslieder, Kinderlieder, Klagegesänge, Kriegsgesänge und Lieder, die dem Jahreskreis und der Landwirtschaft zugeordnet sind. Charakteristisch sind die repetitiven „Ho-he-ho“-„Hiyo-hiyohey“-Chöre, die zwischen mehreren Gruppen entweder als Ergänzung ad libitum oder als Echo aufgeteilt werden. Neben ihrer Komplexität dienen sie der Stärkung des Gruppenbewusstseins.
Die Tetseo Sisters bedienen sich aus dem reichhaltigen Schatz der überlieferten Lieder. Sie begleiten einige ihrer Stücke auf der einsaitigen Laute Tati oder Heka Libüh.

## Persönliches
Mütsevelü (Mercy) Tetseo hat einen Universitätsabschluss in Psychologie der Universität Delhi, widmet sich aber derzeit ihrer musikalischen Karriere. Daneben schreibt sie Kurzgeschichten und bloggt. Seit 2022 ist sie verheiratet. Azine (Azi) Vezivolü nahm an Schönheitswettbewerben teil, wurde unter anderem Vize-Miss Nagaland, und hat einen Universitätsabschluss in Politikwissenschaften der Universität Delhi. Sie modelt und singt auch in anderen Formationen, tritt aber seit sie Mutter geworden ist, nur noch selten auf. Kuvelü (Kuku) Tetseo besuchte das Lady Shri Ram College der Universität Delhi und studiert noch in Kohima. Alüne (Lulu) Tetseo ist die jüngste der vier Schwestern, sie studierte am Government Medical College in Nagpur und ist Ärztin.